# 戸田明正
戸田明正（とだめいせい）は愛知県名古屋市中川区にある町名。現行行政地名は戸田明正一丁目から戸田明正三丁目。住居表示未実施。

## 地理
名古屋市中川区の北西部に位置し、東に富田町大字春田と春田、南に戸田と戸田西、北にあま市、西に海部郡蟹江町に接する。

## 歴史
- 2009年（平成21年）7月15日 - 富田町戸田の一部より戸田明正1 - 3丁目が成立[WEB 5]

## 世帯数と人口
2019年（平成31年）2月1日現在の世帯数と人口は以下の通りである。
| 丁目           | 世帯数    | 人口    |
| -------------- | --------- | ------- |
| 戸田明正一丁目 | 300世帯   | 806人   |
| 戸田明正二丁目 | 533世帯   | 1,301人 |
| 戸田明正三丁目 | 1,137世帯 | 2,146人 |
| 計             | 1,970世帯 | 4,253人 |

### 人口の変遷
国勢調査による人口の推移。
| 2010年（平成22年） | 4,976人 |  |  |
| 2015年（平成27年） | 4,430人 |  |  |
| 2020年（令和2年）  | 4,044人 |  |  |

### 世帯数の変遷
国勢調査による世帯数の推移。
| 2010年（平成22年） | 2,167世帯 |  |  |
| 2015年（平成27年） | 1,953世帯 |  |  |
| 2020年（令和2年）  | 1,884世帯 |  |  |

## 学区
市立小・中学校に通う場合、学校等は以下の通りとなる。また、公立高等学校に通う場合の学区は以下の通りとなる。なお、小・中学校は学校選択制度を導入しておらず、番毎で各学校に指定されている。
| 丁目           | 小学校                                    | 中学校                                      | 高等学校 |
| -------------- | ----------------------------------------- | ------------------------------------------- | -------- |
| 戸田明正一丁目 | 名古屋市立戸田小学校 名古屋市立明正小学校 | 名古屋市立供米田中学校 名古屋市立富田中学校 | 尾張学区 |
| 戸田明正二丁目 | 名古屋市立明正小学校                      | 名古屋市立富田中学校                        | 尾張学区 |
| 戸田明正三丁目 | 名古屋市立明正小学校                      | 名古屋市立富田中学校                        | 尾張学区 |

## 施設
- 名古屋市立明正小学校
- バロー 戸田店
- 市営戸田荘
- 県営戸田北住宅
- 戸田処分場

戸田明正三丁目（当時は富田町大字戸田）に所在した名古屋市の処分場。面積は33,058平方メートル。1967年（昭和42年）4月から1968年（昭和43年）1月にかけて使用され、跡地は市立明正小学校や市営戸田荘などが利用している。
- 戸田荘中央公園

明正コミュニティセンター

## その他

### 日本郵便
- 郵便番号 : 454-0961[WEB 2]（集配局：中川郵便局[WEB 11]）。

### WEB
1. 1 2  “町・丁目(大字)別、年齢(10歳階級)別公簿人口(全市・区別)”.   名古屋市 (2019年2月20日). 2019年2月20日閲覧。
2. 1 2  “郵便番号”.  日本郵便. 2019年2月10日閲覧。
3. ↑  “市外局番の一覧”.   総務省. 2019年1月6日閲覧。
4. ↑  “中川区の町名一覧”.   名古屋市 (2015年10月21日). 2019年2月13日閲覧。
5. ↑  名古屋市中川区の一部で町名・町界変更を実施(平成21年7月25日実施)（市政情報） - 名古屋市. 2020年5月20日閲覧.
6. 1 2  総務省統計局 (2012年1月20日). “平成22年国勢調査の調査結果(e-Stat) - 男女別人口及び世帯数 －町丁・字等” (CSV). 2021年7月21日閲覧。
7. ↑  総務省統計局 (2017年1月27日). “平成27年国勢調査の調査結果(e-Stat) - 男女別人口及び世帯数 －町丁・字等” (CSV). 2021年7月21日閲覧。
8. ↑  “市立小・中学校の通学区域一覧”.   名古屋市 (2018年11月10日). 2019年1月14日閲覧。
9. ↑  “平成29年度以降の愛知県公立高等学校（全日制課程）入学者選抜における通学区域並びに群及びグループ分け案について”.   愛知県教育委員会 (2015年2月16日). 2019年1月14日閲覧。
10. 1 2 3  “名古屋市の処分場・埋立場”. 2021年7月22日閲覧。
11. ↑  郵便番号簿 平成29年度版 - 日本郵便. 2019年02月10日閲覧 (PDF)

### 書籍
1. ↑  “令和2年国勢調査 名古屋の町(大字)･丁目別人口” (PDF).   名古屋市総務局企画部統計課 (2020年10月1日). 2024年2月7日閲覧。